# Kolebka Jezusowa
Kolebka Jezusowa – kolęda Kaspra Twardowskiego wydana około 1630.
Utwór napisany jest ośmiozgłoskowcem. Przedstawia historię o narodzeniu Jezusa, ubogiej szopie, krzątaninie przy niemowlęciu, hołdach. W utworze pojawiają się polskie realia (np. kolebka pleciona z prętów wierzbowych), które to realia na większą skalę wprowadzili w XVII w. późniejsi autorzy kolęd i misteriów bożonarodzeniowych.